# اگی هرینگ
اَگی هرینگ (انگلیسی: Aggie Herring; ۴ فوریهٔ ۱۸۷۶ – ۲۸ اکتبر ۱۹۳۹) بازیگر اهل ایالات متحده آمریکا بود. وی بین سال‌های ۱۹۱۵ تا ۱۹۳۹ میلادی فعالیت می‌کرد.

## گزیدهٔ فیلم‌شناسی
- هالیوود که دیگر بدرد نمی‌خورد (۱۹۳۲)
- دختر بد (۱۹۳۱)
- خوش‌اخلاق باش بانو (۱۹۲۸)
- الیور توئیست (۱۹۲۲)
- در میان حاضران (۱۹۲۱)